# Sir Henry at Rawlinson End
Pour plus de détails, voir Fiche technique et Distribution.
Sir Henry at Rawlinson End est un film britannique réalisé par Steve Roberts, sorti en 1980.

## Synopsis
Avec l'aide de sa famille et de ses domestiques, un vieil Anglais excentrique, Sir Henry Rawlinson, essaie d'exorciser le fantôme de son frère, Humbert.

## Fiche technique
- Musique : Vivian Stanshall
- Photographie : Martin Bell
- Directeur artistique : James Acheson
- Montage : Chris Rose
- Production : Tony Stratton-Smith
- Langue : anglais

## Distribution
- Trevor Howard : Sir Henry Rawlinson
- Patrick Magee : Slodden
- Denise Coffey : Mme E
- Vivian Stanshall : Hubert Rawlinson
- Sheila Reid : Lady Rawlinson
- Suzanne Danielle : Candice Rawlinson
- J. G. Devlin : Old Scrotum
- Gary Waldhorn : Max
- Daniel Gerroll : Ralph Rawlinson
- Ben Aris : Lord Tarquin of Staines
- Liz Smith : Lady Philippa
- Harry Fowler : Buller Bullethead
- Simon Jones : Joachim
- Jeremy Child : Peregrin Maynard
- Ian McDiarmid : Reg Smeeton
- Susan Porrett : Porcelain
- Michael Crane : Humbert Rawlinson
- Nicholas McArdle : Seth One-Tooth
- Toni Palmer : Rosie One-Tooth
- Vernon Dudley Bowhay Nowell : Nigel Nice
- Talfryn Thomas : Teddy Tidy
- Ian McDiarmid : Reg Smeeton
- Eiji Kusuhara : Fortyninesah
- Tony Sympson : le vieil homme
- Jim Cuomo : un barbier
- Peter Moss : un barbier
- Julian Smedley : un barbier